# Jerash
Jerash (în arabă جرش Ǧaraš; {în greaca veche:έρασα) Gérasa) este un oraș în nordul Iordaniei. Orașul este centrul administrativ al Guvernoratului Jerash și avea o populație de 50.745 de locuitori în 2015. Este situat la 48 kilometri (30 mi) nord de capitala Amman. Lângă se află ruinele orașului antic Gerasa, loc de naștere a unui filosof, Nicomah din Gerasa, cu contribuții în teoria numerelor.

## Istorie

### Epoca neolitică

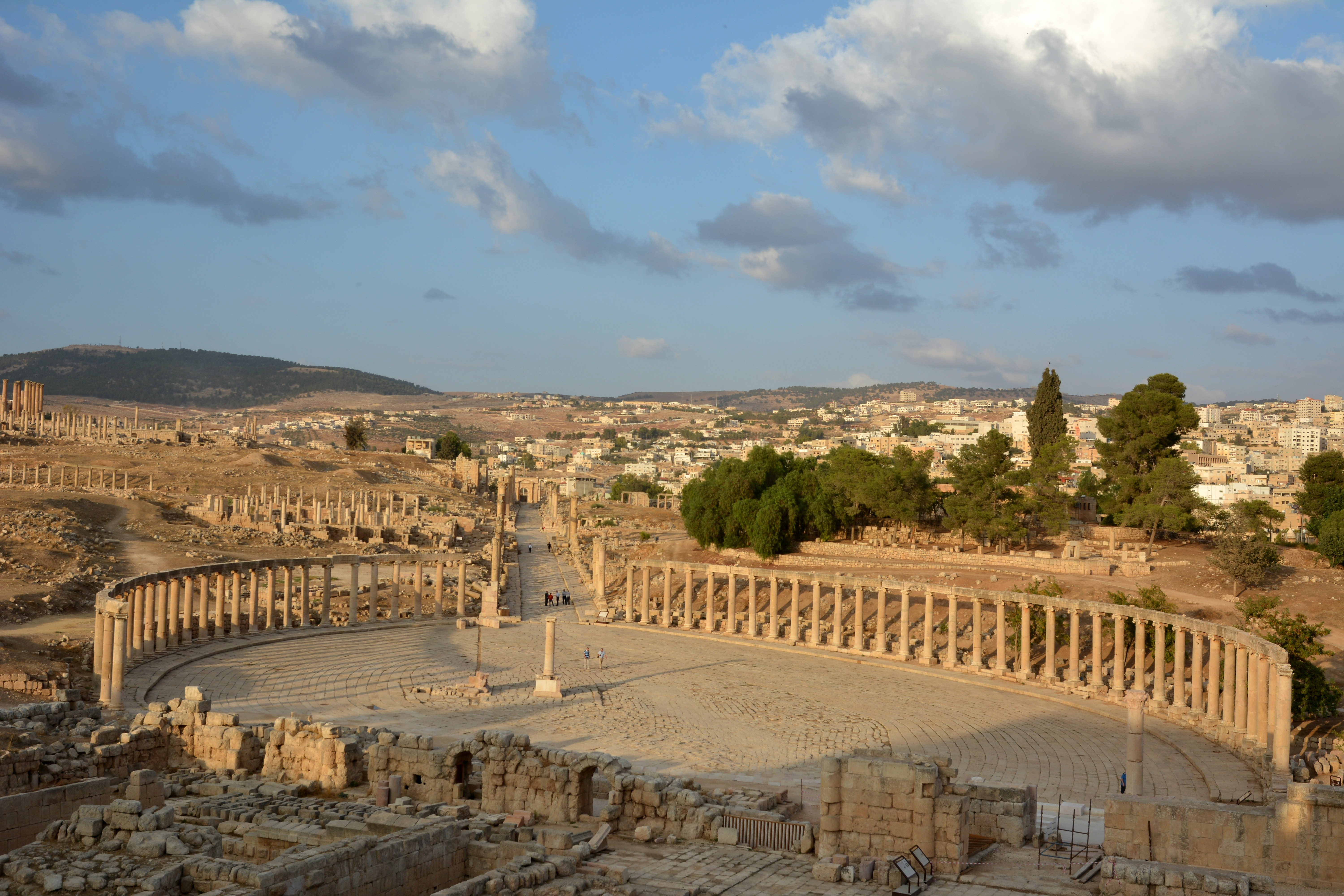
Forumul Oval și Cardo Maximus în anticul Jerash

Arheologii au găsit ruine ale așezărilor care datează din epoca neolitică. Mai mult, în august 2015, o echipă de săpături arheologice de la Universitatea din Iordania a descoperit două cranii umane care datează din perioada neolitică (7500-5500 î.Hr.) într-un sit din Jerash, care constituie dovezi solide ale locuirii Iordaniei în acea perioadă, în special odată cu existența așezării neolitice Ain Ghazal în Amman. Importanța descoperirii constă în raritatea craniilor, arheologii estimând că maximum 12 situri din întreaga lume conțin rămășițe umane similare.

### Epoca bronzului
Dovezi ale așezărilor datând din epoca bronzului (3200 î.Hr. – 1200 î.Hr.) au fost găsite în regiune.

### Perioada elenistică
Jerash este locul ruinelor orașului greco-roman Gerasa, denumit și Antiohia de pe Râul de Aur.
Inscripțiile grecești antice din oraș susțin că orașul a fost fondat de Alexandru cel Mare și de generalul său Perdiccas, care se presupune că s-a stabilit odată cu  soldații macedoneni acolo în primăvara anului 331 î.Hr., când a părăsit Egiptul și a traversat Siria în drum spre Mesopotamia. Cu toate acestea, alte surse, și anume fostul nume al orașului de Antiohia pe Chrysorrhoas, indică întemeierea de către regele seleucid Antioh al IV-lea, în timp ce alții atribuie întemeierea lui Ptolemeu al II-lea, regele Împărăției Ptolemeice.

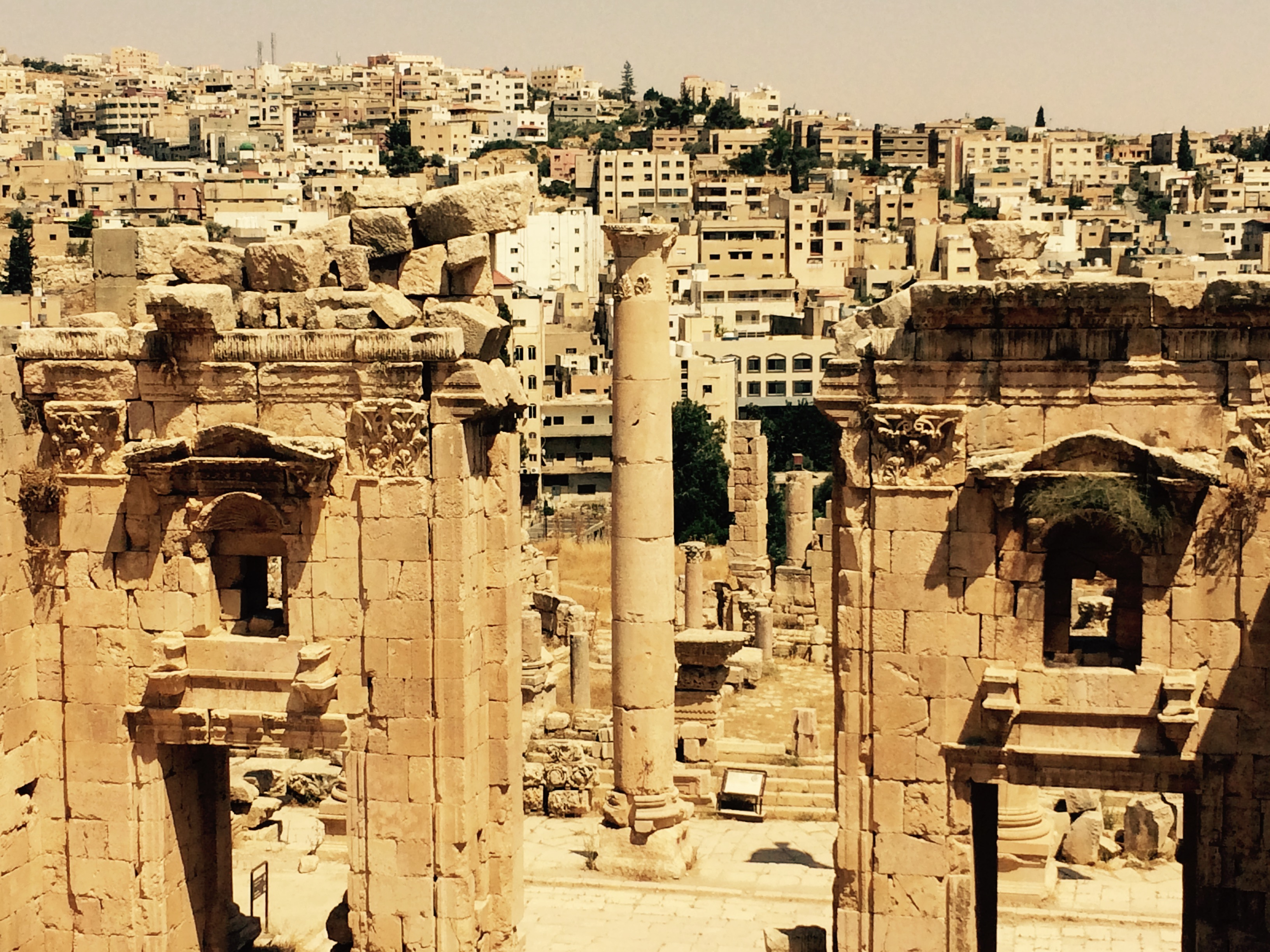
Anticul Jerash pe fundalul orașului modern

### Perioada romană

Strada Colonadelor

După cucerirea romană din 63 î.Hr., Jerash și pământul din jurul său au fost anexate la provincia romană a Siriei romane, iar mai târziu s-a alăturat ligii orașelor Decapolis. Istoricul Josephus menționează orașul ca fiind locuit în principal de sirieni și având, de asemenea, o mică comunitate evreiască. În anul 106 d.Hr., Jerash a fost absorbit în provincia romană Arabia Petraea, care includea orașele Philadelphia (astăzi Amman), Petra și Bosra. Romanii au asigurat securitatea și pacea în acest domeniu, ceea ce a permis poporului său să-și dedice eforturile și timpul dezvoltării economice și a încurajat activitatea de construcție civică.
Jerash este considerat unul dintre cele mai mari și mai bine conservate situri de arhitectură romană din lume în afara Italiei. Și este uneori menționată în mod înșelător ca „Pompei din Orientul Mijlociu” sau din Asia, referindu-se la dimensiunea, amploarea săpăturilor și nivelul de conservare.
Jerash este locul nașterii matematicianului Nicomachus⁠(d) din Gerasa (în greacă Νικόμαχος) (c. 60 – c. 120 d.Hr.).
În a doua jumătate a secolului I d.Hr. orașul Jerash a obținut o mare prosperitate. În anul 106 d.Hr. împăratul Traian a construit drumuri în întreaga provincie și comerțul s-a dezvoltat tot mai mult în Jerash. Împăratul Hadrian a vizitat orașul Jerash în 129-130 d.Hr. Arcul de triumf (sau Arcul lui Hadrian) a fost construit pentru a sărbători vizita sa.

## Clima
Jerash are un climat mediteranean de vară fierbinte (Clasificarea climatică Köppen denumită în "Csa").
| Date climatice pentru Jerash, Jordan (648M) | Date climatice pentru Jerash, Jordan (648M) | Date climatice pentru Jerash, Jordan (648M) | Date climatice pentru Jerash, Jordan (648M) | Date climatice pentru Jerash, Jordan (648M) | Date climatice pentru Jerash, Jordan (648M) | Date climatice pentru Jerash, Jordan (648M) | Date climatice pentru Jerash, Jordan (648M) | Date climatice pentru Jerash, Jordan (648M) | Date climatice pentru Jerash, Jordan (648M) | Date climatice pentru Jerash, Jordan (648M) | Date climatice pentru Jerash, Jordan (648M) | Date climatice pentru Jerash, Jordan (648M) | Date climatice pentru Jerash, Jordan (648M) |
| Luna                                        | Ian                                         | Feb                                         | Mar                                         | Apr                                         | Mai                                         | Iun                                         | Iul                                         | Aug                                         | Sep                                         | Oct                                         | Nov                                         | Dec                                         | Anual                                       |
| ------------------------------------------- | ------------------------------------------- | ------------------------------------------- | ------------------------------------------- | ------------------------------------------- | ------------------------------------------- | ------------------------------------------- | ------------------------------------------- | ------------------------------------------- | ------------------------------------------- | ------------------------------------------- | ------------------------------------------- | ------------------------------------------- | ------------------------------------------- |
| Maxima medie °C (°F)                        | 12.9 (55,2)                                 | 14.3 (57,7)                                 | 17.2 (63)                                   | 22.2 (72)                                   | 27.3 (81,1)                                 | 30.2 (86,4)                                 | 31.3 (88,3)                                 | 31.4 (88,5)                                 | 30.0 (86)                                   | 26.7 (80,1)                                 | 21 (70)                                     | 14.7 (58,5)                                 | 23,3 (73,9)                                 |
| Minima medie °C (°F)                        | 4.1 (39,4)                                  | 4.8 (40,6)                                  | 6.6 (43,9)                                  | 10.1 (50,2)                                 | 14 (57)                                     | 16.9 (62,4)                                 | 18.7 (65,7)                                 | 19.1 (66,4)                                 | 17.2 (63)                                   | 14 (57)                                     | 9.5 (49,1)                                  | 5.6 (42,1)                                  | 11,72 (53,1)                                |
| Precipitații mm (inches)                    | 92 (3.62)                                   | 91 (3.58)                                   | 66 (2.6)                                    | 19 (0.75)                                   | 5 (0.2)                                     | 0 (0)                                       | 0 (0)                                       | 0 (0)                                       | 0 (0)                                       | 7 (0.28)                                    | 38 (1.5)                                    | 75 (2.95)                                   | 393 (15,47)                                 |
| Sursă: climate Data                         |                                             |                                             |                                             |                                             |                                             |                                             |                                             |                                             |                                             |                                             |                                             |                                             |                                             |

## Arheologie
Unul dintre primii care au explorat situl lui Jerash în secolul al 19-lea a fost  Prințul Abamelek. Excavarea și restaurarea lui Jerash a fost aproape continuă din anii 1920.